# Maison Michal

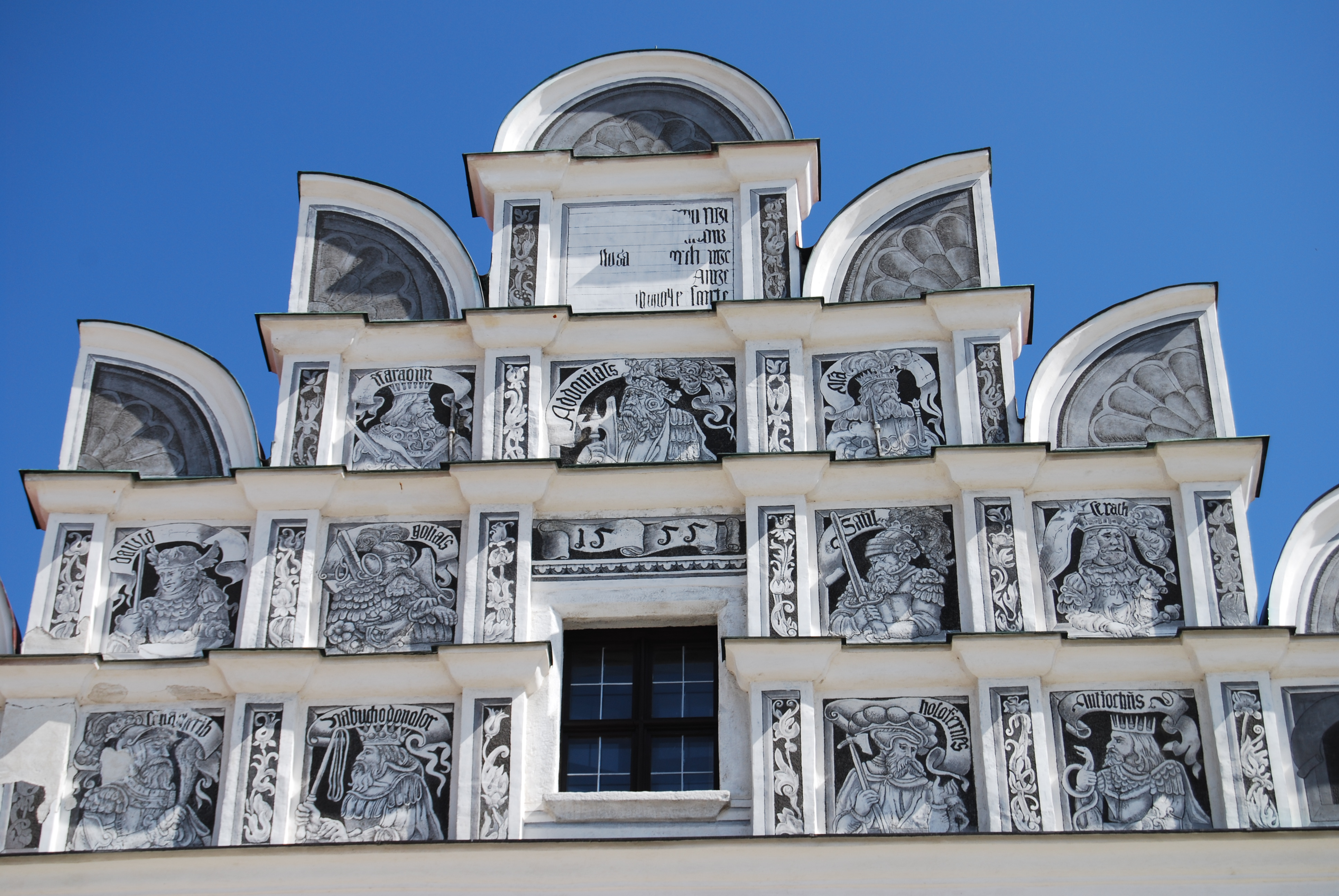
Pignon

La maison Michal (Michalův dům en tchèque) à Telč, une ville tchèque de la région de Vysočina, est un édifice Renaissance construit avant 1530. La maison, située sur la célèbre place du marché, est un monument culturel protégé.

## Histoire et description
Le bâtiment a été nommé d'après le propriétaire Michal, un riche boulanger, conseiller et maire de la ville, qui a acheté la maison en 1533. En 1555, il fait refaire la façade dans le style Renaissance avec des sgraffites. Onze prophètes de l'Ancien Testament sont représentés sur le pignon. Les armoiries de Zacharias von Neuhaus et de ses épouses sont visibles dans les écoinçons de la tonnelle.
La maison à deux étages avec un pignon voûté et un portique de style vénitien possède une cave voûtée gothique. L'arc de la tonnelle est soutenu par des piliers octogonaux, dont l'un se termine par la marque du boulanger, un bretzel.

## Littérature
- Josef Hrdlička, Markéta Hrdličková, Antonín Bína : Tél. Sites dans et autour de la ville. Dobrý důvod, Telč 2007,  (ISBN 978-80-903546-4-7), p. 11.